# Castigo al traidor
Castigo al traidor es una película de Argentina  dirigida por Manuel Antin sobre su propio guion escrito en colaboración con Andrés Lizarraga según el cuento Encuentro con el traidor, de Augusto Roa Bastos que se estrenó el 26 de mayo de 1966 y que tuvo como protagonistas a Sergio Renán, Marcela López Rey, Miguel Ligero y Jorge Barreiro.
Por su actuación en este filme, Miguel Ligero recibió el Premio Cóndor de Plata al mejor actor de reparto.

## Sinopsis
Un seguimiento casual se transforma en obsesión cuando un joven  encuentra a un hombre que le recuerda algo que sucedió en su infancia.

## Reparto
Intervinieron en el filme los siguientes intérpretes:
- Sergio Renán
- Marcela López Rey
- Miguel Ligero
- Jorge Barreiro
- Eva Dongé
- Enrique Thibaut
- Aldo Mayo

## Comentarios
Primera Plana opinó:

”Una vez más las intenciones del director se ven perjudicadas por el manierismo de sus procedimientos. Si se exceptúa el correcto trabajo de Miguel Ligero y la punzante presencia de Enrique Thibaut el elenco no aporta otra cosa que buena voluntad. Un laberinto de elipsis constantes no siempre necesarias. El propósito es tan ambicioso como interesante.”

Manrupe y Portela escriben:

”Inexplicable intento de adaptar a Roa Bastos que significaría el fin de una primera etapa de Antín como autor.”